# Šči
Šči (stariji oblik šti) je ruska juha od kupusa. Nastala je prije više od tisuću godina, ali se recept mijenjao tijekom povijesti. To je bila hrana i bogatih i siromašnih kroz povijest sve do danas. Jedno je od najpoznatijih ruskih jela, a jede se i u drugim zemljama Istočne Europe.
Osnova ščija su: kuhani kiseli kupus i crveni luk. Bogatija inačica ščija sadrži šest sastojaka: kiseli kupus, meso s kostima (nekad i riba ili gljive), mrkva i korijen peršina, aromatično bilje (luk, celer, kopar, češnjak i papar) i kiseli sastojci (kiselo vrhnje, jabuka, rasol kiselog kupusa). Postoje razne inačice, u kojima se dodaju ili izostavljaju pojedini sastojci.
Juha se servira s vrhnjem, heljdinom kašom i svježim kruhom. Postoji i inačica sa slatkim kupusom i rajčicama.